# Josephat Kipkurui Ngetich
Josephat Kipkurui Ngetich (* 1986) ist ein kenianischer Marathonläufer.
Bei seinem Debüt wurde er 2008 beim Brescia-Marathon Dritter in 2:17:09 h. 2009 startete er beim Xiamen-Marathon, erreichte aber nicht das Ziel. Im Herbst gewann er den Athen-Marathon in 2:13:44. Das ist die zweitschnellste Siegerzeit in der Geschichte der Veranstaltung.